# Modellopalatset
Modellopalatset (kroatiska: Palača Modello, italienska: Palazzo Modello) är ett kulturminnesskyddat palats i Rijeka i Kroatien. Det är beläget i den centrala delen av staden och har fasad mot huvudgatan Korzo och Teatertorget. Byggnaden uppfördes år 1885 enligt ritningar av den wienska arkitektfirman Fellner & Helmer i det då österrikisk-ungerska Fiume. Den tjänade ursprungligen som den lokala Rijekabankens byggnad. På markplan är idag Rijekas stadsbibliotek inhyst medan de övre våningarna tjänar som auditorium för den lokala italienska kulturföreningen och kontorslokaler för den närliggande Nationalteatern. 
Vid det italienska Triestes huvudtorg Piazza Unità d'Italia finns en byggnad med samma namn. Denna byggnad ritades av arkitekten Giuseppe Bruni och är ej att förväxla med Modellopalatset i Rijeka.

## Historik
Palatset uppfördes som en byggnad för Rijekas sparbank. På platsen för det nya palatset stod tidigare Adamić-teatern som demolerades och ersattes av Nationalteatern som samma år som Modellopalatset uppfördes inte så långt från platsen.        

## Arkitektur
Palatset bär stildrag från Second Empire och är den enda byggnaden i Rijeka uppförd i denna arkitektoniska stil. Den  historicistiska arkitekturen är kombinerad med dekorativa element som tagit intryck av högrenässansen och senbarocken. Dekorationerna är ett verk av skulptören Ignazio Donegani. Invändigt finns en representativ trapphall och ett galarum med väl utarbetad stuckatur.